# Exocarpos gaudichaudii
Exocarpos gaudichaudii är en sandelträdsväxtart som beskrevs av Alphonse Pyrame de Candolle.
Exocarpos gaudichaudii ingår i släktet Exocarpos och familjen sandelträdsväxter. IUCN kategoriserar arten globalt som starkt hotad. Inga underarter finns listade i Catalogue of Life.